# Aphelocythere
Aphelocythere is een geslacht van uitgestorven kreeftachtigen uit de klasse van de Ostracoda (mosselkreeftjes).

## Soorten
- Aphelocythere deducta Brand, 1990 †
- Aphelocythere hamata Plumhoff, 1963 †
- Aphelocythere index Plumhoff, 1963 †
- Aphelocythere kuhni Triebel & Klingler, 1959 †
- Aphelocythere kuldharensis Kulshreshtha, Sing & Tehari, 1985 †
- Aphelocythere ljubimovae Plumhoff, 1963 †
- Aphelocythere perforata Plumhoff, 1963 †
- Aphelocythere pygmaea Plumhoff, 1963 †
- Aphelocythere ramosa Fischer, 1961 †
- Aphelocythere sulcata Plumhoff, 1967 †
- Aphelocythere tenuicostata Ainsworth, 1986 †
- Aphelocythere torosa Plumhoff, 1967 †
- Aphelocythere undulata Triebel & Klingler, 1959 †